# 밀양 박연정
밀양 박연정(密陽 博淵亭)은 대한민국 경상남도 밀양시 상동면 고정리에 있는, 조선 중기 무신인 박연정 김태허(1555∼1620) 선생이 관직을 떠나 여생을 보내기 위해 지은 정자이다.
1997년 1월 30일 경상남도의 문화재자료 제235호 박연정으로 지정되었다가, 2018년 12월 20일 현재의 명칭으로 변경되었다.

## 개요
박연정은 조선 중기 무신인 박연정 김태허(1555∼1620) 선생이 관직을 떠나 여생을 보내기 위해 지은 정자이다.
김태허 선생은 충직하고 순박한 인품을 지녔으며, 임진왜란(1592) 때 밀양부사, 울산군수로서 전공을 세우고 당상관에 올라 도총관, 호위대장 등을 거쳐 지중추부사에 이르렀다.
박연정은 1613년경 처음 지었고 지금 있는 정자는 1864년에 후손들이 보수한 것이다. 규모는 앞면 3칸·옆면 2칸이고, 지붕은 옆면에서 볼 때 여덟 팔(八)자 모양인 팔작지붕으로 꾸몄다.

## 참고 문헌
- 밀양 박연정 - 국가유산청 국가유산포털